# الخط الزمني للصراع الفلسطيني الإسرائيلي (2020)
تسرد هذه المقالة الخط الزمني للصراع الفلسطيني الإسرائيلي عام 2020. المقالة مرتبة حسب شهور السنة وتسردُ أبرز الأحداث التي شهدتها الصراع الفلسطيني الإسرائيلي طوال السنة.

## يناير

### 15 يناير
- شنت إسرائيل عدة غارات جوية على قطاع غزة، ردا على إطلاق أربعة صواريخ من القطاع. أسقط نظام القبة الحديدية اثنين منهم، وسقط اثنان أخرين في مناطق غير مأهولة. ولم يُبلغ عن وقوع إصابات في كلا الجانبين.[1][2]

### 19 يناير
- استشهاد المزارع مهدي عيد عياد رميلات، 36 عاما، وإصابة آخر في انفجارين منفصلين شرق رفح جنوب قطاع غزة. وأرجعت مصادر فلسطينية الانفجارات إلى ذخائر غير منفجرة أسقطها الجنود الإسرائيليون.[3][4]

### 21 يناير
- استشهاد ثلاثة شبان فلسطينيين، هم محمد هاني أبو منديل، وسالم زويد النعامي، ومحمود خالد سعيد من مخيم المغازي في غزة، تتراوح أعمارهم بين 17[5] و18 عامًا، برصاص جنود إسرائيليين بالقرب من الحاجز الحدودي شمال قطاع غزة. وبحسب الجيش الإسرائيلي، تمكن الثلاثي من عبور السياج والدخول إلى الأراضي الإسرائيلية مسافة 400 متر. وهناك ألقوا قنبلة يدوية أو عبوة ناسفة على الجنود الإسرائيليين فقتلوهم.[6][7]

### 24 يناير
- إحراق مسجد في حي بيت صفافا بالقدس الشرقية والكتابة بالعبرية على جدرانه. وتشتبه الشرطة الإسرائيلية في أن يكون هجوم تدفيع الثمن نفذه مستوطنون متطرفون من بؤرة كومي أوري الاستيطانية في شمال الضفة الغربية.[8][9]

### 25 يناير
- اعتدى مستوطنون من مستوطنة ريحاليم مسلحين بالحجارة وقضبان حديدية على فلسطينيان من الساوية، أب وابنه، أثناء عملهم في أرضهم. ونُقلا إلى المستشفى متأثرين بجراحهما في نابلس.[10]

## فبراير

### 5 فبراير
- استشهاد محمد الحداد، 17 عامًا، برصاص القوات الإسرائيلية خلال مواجهات في حي باب الزاوية في الخليل. وقال المتحدث باسم الجيش الإسرائيلي إن الحداد ألقى زجاجة حارقة عليهم.[11][12][13]

### 6 فبراير
- دخل جنود إسرائيليون بالجرافات مدينة جنين في شمال الضفة الغربية من أجل تدمير منزل الأسير الفلسطيني أحمد قنبع، المُدان بقتل مستوطن إسرائيلي في إطلاق نار من سيارة مارة في يناير 2018. واندلعت مواجهات بين الجنود والسكان المحليين. وأطلق القناصة الفلسطينيون النار باتجاه الجنود، ما دفعهم إلى إطلاق النار باتجاه المتظاهرين. واستشهد الفتى يزن منذر خالد أبو طبيخ، البالغ من العمر 19 عاما بالرصاص، وأصيب ستة فلسطينيين آخرين بجروح، ونُقلوا إلى المستشفى. واحد منهم في حالة حرجة.[13][14]
- إصابة الشرطي التابع للسلطة الفلسطينية طارق أحمد لؤي بدوان، 24 عاما، برصاصة في بطنه أثناء تواجده داخل مركز شرطة جنين. وتُوفي في وقت لاحق متأثرا بجراحه.[13][14] وأظهرت أدلة بالفيديو بدوان واقفا عند مدخل المحطة دون أن يشكل أي تهديد.[12][13][15]
- أطلقت شرطة الحدود الإسرائيلية النار على شادي البنا، 45 عامًا، وهو مواطن فلسطيني في إسرائيل، فأردته قتيلاً عند بوابة الحرم القدسي في القدس.[12]
- وأطلق المسلح الفلسطيني فخر أبو زياد قراط، 51 عاما، النار على جنود إسرائيليين بالقرب من رام الله، مما أدى إلى إصابة أحدهم في الرأس. وأطلق الجنود النار على المسلح الذي لاذ بالفرار. وعُثر على جثته في 17 فبراير بالقرب من راس كركر.[12][16]
- أصيب ما لا يقل عن 14 شخصا، معظمهم من الجنود الإسرائيليين، في هجوم دهس في القدس. وكان أحدهم في حالة خطيرة. فر السائق من مكان الحادث. وأشادت حماس بالهجوم ووصفته بأنه "رد عملي" على صفقة القرن.[17]

### 7 فبراير
- استشهاد الشاب الفلسطيني بدر نضال نافلة (19 عاما) بالرصاص خلال مواجهات مع جنود إسرائيليين في قفين شمال شرق طولكرم في الضفة الغربية بعد أن ألقى زجاجة مولوتوف عليهم.[12][18][19]

### 11 فبراير
- مزق مُستوطنون إطارات 170 سيارة، وكتبوا كتابات معادية للفلسطينيين على جدران مسجد في بلدة الجش شمال فلسطين في إسرائيل. وندد رئيس الوزراء بنيامين نتنياهو بالهجوم.[20]

### 15 فبراير
- أصيب الطفل الفلسطيني مالك عيسى، البالغ من العمر تسع سنوات، برصاص الشرطة الإسرائيلية في وجهه وفقد عينه اليسرى بزعم مشاركته في أعمال شغب في القدس الشرقية. ويقول السكان إنه كان في طريقه إلى منزله من المدرسة.[12][21][22]

### 16 فبراير
- نفّذت الطائرات الحربية الإسرائيلية قصفا جويا على أهداف في غزة خلال الليل. وقال الجيش الإسرائيلي إن الغارات الجوية جاءت ردا على إطلاق صاروخين من القطاع سقطا في مناطق مفتوحة. ولم يُبلغ الجانبين عن وقوع أي إصابات.[23]

### 22 فبراير
- أطلقت الشرطة الإسرائيلية النار على ماهر زعترة، 33 عامًا،[12] وقتلته بالقرب من باب الأسباط في القدس الشرقية بزعم اقترابه ضابط وهو حاملا لسكين.[24]

### 23 فبراير
- استشهاد محمد علي حسن الناعم (27 عاما) أحد عناصر سرايا القدس، برصاص جنود الاحتلال شرق خان يونس. وبحسب مصادر إسرائيلية، لاحظ الجنود فلسطينيين اثنين يضعان عبوة ناسفة بالقرب من السياج الحدودي الفاصل بين إسرائيل وقطاع غزة، ففتحوا النار عليهما، مما أدى إلى مقتل محمد وإصابة شريكه. وحاول المارة إخراج جثة محمد، إلا أن جرّافة إسرائيلية أسرعت نحوهم، ودهست الجثة، ثم انتشلته بأسنانها ورفعته في الهواء. وصُورت عملية تدنيس الجثة بالفيديو، وانتشرت عبر وسائل التواصل الاجتماعي، وأثارت غضبا عارما. قالت عايدة توما سليمان، عضو الكنيست الإسرائيلي عن القائمة المشتركة للحزب العربي الإسرائيلي، إن الإسرائيليين "يسرقون جثة، ويعتدون عليها بالجرافة، وما زالوا يجادلون بأن الجيش هو الأكثر أخلاقية في العالم". وطالبت منظمة عدالة الجيش الإسرائيلي بفتح تحقيق فوري في الحادث. وأصيب فلسطينيان آخران أثناء محاولتهما إسعاف الجرحى.[25]

### 24 فبراير
- استشهاد المقاتليْن في سرايا القدس زياد أحمد منصور (23 عاما) وسليم أحمد سليم (24 عاما)، في غارة جوية إسرائيلية في دمشق، سوريا.[26][27]

### 25 فبراير
- مزق مستوطنون إطارات ثماني سيارات على الأقل في ياسوف جنوب نابلس.[28] وكتب آخرون كتابات عبرية على الجدران والسيارات في مدينة سلفيت وسط الضفة الغربية.[28]

## مارس

### 11 مارس
- استشهد محمد عبد الكريم حمايل، 15 عاما، برصاص جنود الاحتلال في احتجاج ضد الاستيطان الإسرائيلي في بيتا بالقرب من نابلس بالضفة الغربية، وأصيب 18 آخرون. ومن بين هؤلاء، إسلام دويكات، 22 عاما، الذي دخل في غيبوبة وأُعلن عن وفاته في 1 أبريل/نيسان.[29][30][31]

### 22 مارس
- أطلقت قوات الاحتلال الإسرائيلي النار على فلسطيني وقتلته وأصابت آخر في نعلين بمحافظة رام الله والبيرة وسط الضفة الغربية. ووفقا للمركز الفلسطيني لحقوق الإنسان، ففي حوالي الساعة 10:00 مساءً، أطلق جنود الاحتلال الإسرائيلي المتمركزون على مدخل مدينة نعلين، النار باتجاه سيارة المواطن سفيان نواف عبد الحليم الخواجة، 31 عاما، مما أدى إلى استشهاده وإصابة الراكب، ابن عمه محمد بدر الخواجة (20 عاما)، بجراح. ولاذ المصاب بالفرار ونُقل إلى مستشفى رام الله لتلقي العلاج. وكانوا بحسب أفراد عائلاتهم في طريق عودتهم إلى منازلهم بعد أن اشتروا مواد غذائية لعائلاتهم. وذكر الجيش الإسرائيلي أنهم كانوا يرشقون المركبات الإسرائيلية بالحجارة. وشكك باحث المركز في صحة تصريح الجيش الذي ادعى أن الفلسطينيين شاهدوا سيارة شرطة إسرائيلية، وخوفاً من إيقافها لأن سيارتهم غير قانونية، ابتعدوا عنها. وقال المركز أن جنود الاحتلال أطلقوا النار تجاه السيارة دون أي مبرر، حيث لم يشكلوا أي تهديد أو خطر على حياة أي شخص.[32][33]

### 27 مارس
- قصفت القوات الجوية الإسرائيلية مواقع عسكرية في شمال غزة، ردًا على إطلاق صاروخ من غزة باتجاه إسرائيل.[32][34]

## أبريل

### 6 أبريل
- رشت طائرات الاحتلال مبيدات ضارة على الأراضي الزراعية القريبة من السياج الحدودي في قطاع غزة.[35][36]

### 13 أبريل
- قام مستوطنون إسرائيليون ملثمون بالقرب من ميتزوك دراغوت، بعد خرقهم الحجر الصحي بسبب وباء كوفيد-19، برش الفلفل وإلقاء الحجارة على ثلاثة رجال فلسطينيين. كما قاموا بإلقاء قنابل حارقة على سيارتين.[37][38]

### 16 أبريل
- اعتدى مستوطنون بالضرب على الفلسطينيين عيسى وموسى قطاش من مخيم الجلزون بمحافظة رام الله والبيرة. وأدى الاعتداء على عيسى إلى كسر في العظام وكسر في اثنين من أسنانه الأمامية. كما بصق المستوطنون عليه مما أجبره على العزل الصحي خوفا من انتشار فيروس كورونا.[38][39]

### 22 أبريل
- هدمت السلطات الإسرائيلية ستة مبان غير قانونية بناها المستوطنون بالقرب من مستوطنة يتسهار شمال الضفة الغربية.[40]
- استشهد إبراهيم محمد علي هلسة (25 عاما) من السواحرة بالضفة الغربية، بعد محاولته دهس شرطي من حرس الحدود الإسرائيلي بشاحنته، فقام بمطاردته بسكين.[41] وأصيب الضابط بجروح طفيفة.[42]
- صدم سائق سيارة تحمل لوحة ترخيص فلسطينية ضابطا في حرس الحدود الإسرائيلي ومدنيا بالقرب من مستوطنة عطيرت. وفر السائق من المنطقة.[41]
- إصابة فلسطيني (19 عاما) من طولكرم برصاص مدني إسرائيلي مُسلح، بزعم طعنه امرأة إسرائيلية (62 عاما) في كفار سابا في إسرائيل.[43][44]

## مايو

### 3 مايو
في حوالي الساعة 6:45 صباحًا، أراد ثلاثة رجال فلسطينيين من ذنابة بمحافظة طولكرم عبور بوابة في الجدار العازل الإسرائيلي في الضفة الغربية. وكان من المفترض أن يصل الجنود الساعة السابعة صباحاً ويفتحوا لهم البوابة. لم يصل أي جندي وفي الساعة 7:30 صباحًا قرر الرجال بدلاً من ذلك عبور الحاجز من خلال فتحة قريبة. وحالما فعلوا ذلك، أطلق الجنود الذين كانوا في الكمين النار عليهم دون سابق إنذار. وأصيب أحد الفلسطينيين برصاصة في ساقه ونقل بسيارة إسعاف.

### 6 مايو
نقل الراعي الفلسطيني حربي محمد علي عبده إلى المستشفى في حالة خطيرة بعد أن هاجمته مجموعة من حوالي عشرة مستوطنين حيث كان يرعى قطيعه بالقرب من مستوطنة حومش التي أخليت في شمال الضفة الغربية.

### 7 مايو
في حوالي الساعة السادسة صباحا حاول رجل فلسطيني يبلغ من العمر 39 عاما من مخيم طولكرم المرور عبر بوابة زراعية في الحاجز الإسرائيلي بالضفة الغربية بالقرب من فرعون. وقرر عدم استخدام تصريح الدخول الخاص به وحاول بدلا من ذلك العبور من خلال فتحة في الحاجز. أطلق الجنود الذين كانوا في كمين النار عليه وأصابوا ساقه اليمنى.
في الساعة 6:30 صباحا، حاول فلسطينيان صبي يبلغ من العمر 15 عاما وشاب آخر عبور فتحة في الأسلاك الشائكة للجدار الإسرائيلي في الضفة الغربية للبحث عن عمل مؤقت في إسرائيل. أثناء وقوفهم من الجهة الشرقية المطلة على الحاجز، اقتربت منهم مجموعة من الجنود في سيارة جيب. وهرب أحدهم لكن الصبي البالغ من العمر 15 عاما سقط. وبدأ أحد الجنود بركله والآخر ضربه بعقب البندقية مما أدى إلى فقدانه الوعي. وقد جاء السكان الذين شهدوا الحادثة ونقلوا الصبي إلى مستشفى في طولكرم. وتبين هناك أنه أصيب بكسر في ذراعه اليمنى ونزيف في البطن. وظل في الرعاية إلى أن خرج من المستشفى في 14 مايو.

### 10 مايو
- في حوالي الساعة السابعة صباحا حاول فلسطينيان، أحدهما من طولكرم والآخر من مخيم الفارعة، العبور عبر فتحة في الجدار العازل الإسرائيلي في الضفة الغربية. أطلق جنود الاحتلال المتمركزون في الكمين النار عليهما، مما أدى إلى إصابتهما في أرجلهما. وقدم الجنود الإسعافات الأولية لهم، ثم نقلتهم سيارة الإسعاف إلى حاجز الكفريات ومن ثم إلى مستشفى ثابت ثابت في طولكرم.[45]
- حوالي الساعة الثامنة صباحًا، قام مستوطنون بالقرب من ترمسعيا في محافظة رام الله بمضايقة سائقي الجرارات الفلسطينية، سليمان عصفور، 27 عامًا، ويوسف مزاحم، 38 عامًا. وحاول المستوطنون منعهما من العمل في أراضيهما بحسب تقرير بتسيلم[47]
- حاول أحد المستوطنين إخراج عصفور من جراره، لكنه انزلق وبدأ بالصراخ من الألم، متظاهرًا بأنه تعرض للدهس. وبعد دقائق، قام نفس المستوطن برش مزاحم برذاذ الفلفل على وجهه أثناء قيادته السيارة. واستلقى المستوطن مرة أخرى متظاهرا بأن جرار مزاحم دهسه. وشاهد منسق أمن المستوطنات المستوطن مستلقيا على الأرض وألقى قنبلتين صوتيتين على سائقي الجرارات الفلسطينية. وكان عصفور يتجادل مع أحد المستوطنين، فركب جراره وحاول الفرار. وطارده المنسق الأمني وسحب بندقيته وهدده بإطلاق النار عليه إذا لم يتوقف. امتثل عصفور للأمر، وأمره المنسق الأمني بالجلوس على الأرض، ثم اتصل بالشرطة والجيش الإسرائيليين. وصلت شرطة حرس الحدود، واقتادته مكبل اليدين ومعصوب العينين إلى مركز شرطة جيفا بنيامين.[47]

توجه مزاحم، الذي تعرض لرش الفلفل، إلى مركز شرطة حيفا بنيامين لتقديم بلاغ. وانتظر حتى الساعة 5:00 مساء لتقديم تقريره.
وأطلق سراح عصفور بعد عشرة أيام من اعتقاله، بعد أن دفعت لجنة الزراعة التي يعمل بها كفالة قدرها 4000 شيكل.

### 12 مايو
- قُتل الجندي الإسرائيلي عميت بن يغال خلال مداهمة في يعبد في محافظة جنين بالضفة الغربية على يد نظمي أبو بكر (49 عامًا)، الذي ألقى حجرًا كبيرًا على رأسه من سطح قريب.[48]

### 13 مايو
- أصيب زيد قيسية، 15 [49] أو 17 عامًا، برصاصة في الرأس خلال اشتباكات مع القوات الإسرائيلية في حي بيت جبرين بمخيم الفوار في محافظة الخليل بالضفة الغربية. وتم إطلاق النار على أربعة شبان آخرين.[50][51]

### 14 مايو
- استشهاد بهاء الدين محمد عبد الله العواودة، 18 عامًا، من دير سامت بمحافظة الخليل، بعد إطلاق النار عليه بالقرب من بيت عوا بعد أن حاول دهس مجموعة من جنود الاحتلال بسيارته، مما أدى إلى إصابة أحدهم بجروح متوسطة.[52]

### 21 مايو
- أصيب فلسطينيان بعد أن هاجمت مجموعة من المستوطنين منزلا في بلدة يتما قرب نابلس بالضفة الغربية. وأصيب أحدهم بكسر في ساقه.[53]
- وقام المستوطنون بإلقاء الحجارة على طول الطريق الرئيسي بالقرب من مستوطنة يتسهار، مما أدى إلى وقوع اشتباكات مع فلسطينيين من حوارة. ولحقت أضرار بعدد من السيارات والمحلات التجارية الفلسطينية. واعتقلت الشرطة التي وصلت إلى مكان الحادث أحد الفلسطينيين.[54]

### 25 مايو
أصيب فلسطينيان برصاص جنود الاحتلال خارج ترمسعيا بمحافظة رام الله بالقرب من بؤرة حفات عميحاي الاستيطانية القريبة من مستوطنة شيلو شمال الضفة الغربية. وبحسب تحقيق بتسيلم فإن إطلاق النار لم يكن مبررا.
وفي حوالي الساعة التاسعة صباحا، ذهب ثمانية أفراد من عائلة أبو عليا إلى حقولهم لجني البرسيم. وصل إليهما مستوطن وثلاثة جنود إسرائيليين في سيارة جيب بيضاء، وأمروهم بالركوع بأسلحتهم. عماد أبو عليا، 39 عاما، تعرض لرش الفلفل في وجهه بعد أن سألهم عن السبب. أطلق جنديان النار فأصابا عماد في فخذه الأيسر ومراد أبو عليا في خاصرته. ومنع الجنود العائلة من استدعاء سيارة إسعاف. وبعد 15 دقيقة سمح لهم بنقل المصابين إلى المستشفى.
وزعم الجيش الإسرائيلي أن الفلسطينيين حاولا طعن الجنود. عندما سأل أحد الصحفيين عن سبب السماح للمهاجمين المزعومين بدخول المستشفى إذا كانوا قد حاولوا للتو تنفيذ هجوم طعن، رفضت المتحدثة باسم الجيش الإسرائيلي التعليق.

### 29 مايو
استشهاد فادي عدنان سمارة قعد، 37 عاما، برصاص جنود الاحتلال. ووفقا للمعلومات التي حصل عليها المركز الفلسطيني لحقوق الإنسان، فإن فادي كان في طريقه إلى بلدة الساوية في محافظة سلفيت لاصطحاب عائلته. وخلال مروره بسيارته بالقرب من قرية النبي صالح، شمال غرب مدينة رام الله، التقى بمجموعة من الجنود حوالي الساعة 16:30 وأمروه بالتوقف. فقد قعد السيطرة على مركبته واصطدمت بمقعد خشبي في الاتجاه المعاكس لمكان تواجد الجنود. أطلق الجنود النار على سيارة قعد وأصابوه. وترك ينزف لمدة ساعتين ونصف قبل أن تقله سيارة إسرائيلية. وبحسب السلطات الإسرائيلية، حاول قعد دهس الجنود. ردا على الحادث، تجمهر عشرات المواطنين من قرية النبي صالح، وألقوا الحجارة على جنود الاحتلال المتمركزين في المنطقة المجاورة. وأصيب الفلسطيني أحمد إياد التميمي (21 عاما) برصاصة في ساقه خلال المواجهات.

### 30 مايو
مقتل الشاب الفلسطيني إياد الحلاق، 32 عامًا، المصاب بالتوحد برصاص الشرطة الإسرائيلية عند حاجز باب الأسباط في القدس بعد تجاهله أمر من الضباط المتمركزون بالقرب منه.

## يونيو

### 10 يونيو
حوالي الساعة 4:00 عصرًا، اعتدى أربعة مستوطنين بالضرب على محمد بدر، 26 عامًا، من سكان تل رميدة في مدينة الخليل. ولاحظ بدر أن المستوطنين يُحاولون الاستيلاء على عربة يستخدمها أحد جيرانه، فطلب منهم تركها وشأنها. وجه المستوطنون أنظارهم نحو بدر وبدأوا بضربه. أخرج أحدهم شيئا من جيبه ولكم بدر به على وجهه، فكسر أنفه. وحاول بدر ووالده مطاردة المستوطنين، إلا أن جنديا كان على مقربة منهما قطع الطريق عليهما.
وفي حوالي الساعة 10:00 مساءً، هاجم مستوطنون إبراهيم بدر، شقيق بدر، 31 عامًا، بعد عبوره حاجز باب الزاوية. ظهرت مجموعة من ثمانية مستوطنين وبدأت بضربه. وحاول جندي إسرائيلي متمركز على الحاجز مساعدة إبراهيم، لكنه وجد صعوبة في ذلك.

### 23 يونيو
مقتل أحمد عريقات، 27 عاما، برصاص ضباط حرس الحدود الإسرائيليين عند حاجز تفتيش خارج بيت لحم. أحمد عريقات هو ابن شقيق صائب عريقات.

### 25 يونيو
هاجم مستوطنون المواطن محمد ربوع، 27 عاما، عند مفرق دوما بمحافظة نابلس، والذي كان يقود سيارته مساء إلى منزله وحطموا زجاجها الأمامي بحجر كبير. ضغط محمد بقوة على الفرامل من الخوف وضرب رأسه بالمقود.

### 26 يونيو
حوالي الساعة 1:30 ظهرا، مر عدد من جنود الاحتلال في الخليل بمحافظة الخليل، بالقرب من محل تجاري يملكه المواطن فرج النتشة، 51 عاما. ألقى أحدهم قنبلة غاز مسيل للدموع سقطت عند مدخل المتجر وكان فرج بداخله. وبعد دقائق، وجده الجيران مغمى عليه، فاتصلوا بسيارة إسعاف نقلته إلى المستشفى. وكان قد طلب في اليوم السابق من أحد الفلسطينيين عدم خلع ملابسه أمام نفس مجموعة الجنود. واعتقد أن هذا هو السبب الذي دفع الجنود إلى إطلاق قنبلة الغاز: 

## يوليو

### 5 يوليو
- استشهاد داوود حسن، 67 عاماً، برصاص مجموعة من المستوطنين المسلحين خارج بلدة بديا بالقرب من نابلس[67]
- شنت طائرات حربية إسرائيلية مساءً غارات على أراض زراعية شرقي غزة، ردا على إطلاق 3 صواريخ من قطاع غزة باتجاه إسرائيل. ولم يُبلغ عن وقوع أي إصابات في كلا الجانبين.[68]

### 9 يوليو
استشهاد إبراهيم أبو يعقوب، 34 عاماً، برصاص جنود الاحتلال بالقرب من برج مراقبة عسكري عند المدخل الجنوبي لقريته كفل حارس بمحافظة سلفيت في الضفة الغربية.
وفقًا لتحقيق بتسيلم، كان أبو يعقوب في نزهة مسائية مع صديقه هيثم حامد (35 عاما) حوالي الساعة 10:00 مساء. لقد ذهبوا إلى صديق يعيش على بعد حوالي 300 متر جنوب القرية ليطلبوا منه أن يأتي معهم. لكنه لم يكن في المنزل لذا اتجهوا شمالًا عائدين إلى القرية. وبعد أن سار حوالي 100 متر، أصيب أبو يعقوب برصاصة في ظهره أطلقها جندي إسرائيلي. وبحسب الجيش، أطلق الجنود النار على فتيين يبلغان من العمر 15 عاما كانا يركضان بعد أن ألقيا زجاجة حارقة عليهما. وأصيب أحد الفتية بنيران الجنود. وزعم الجيش أن الجنود قدموا له المساعدة وقاموا بعد ذلك بتسليمه إلى الهلال الأحمر الفلسطيني.
وعلى الفور اصطحب فلسطينيان كانا يمران بالسيارة أبو يعقوب ونقلاه لمستشفى في سلفيت. وبعد محاولته إنعاشه لساعات أعلن عن وفاته. وكانت الرصاصة قد أصابت أبو يعقوب بين لوحي كتفه وخرجت من رقبته.
وفي اليوم التالي شارك مئات الفلسطينيين في تشييع جثمانه. وقدم كل من إسماعيل هنية، زعيم حركة حماس، والرئيس الفلسطيني محمود عباس تعازيهما لعائلة أبو يعقوب.
ومزق عشرات المستوطنين إطارات اثنتي عشرة مركبة وخطوا شعارات عنصرية على جدران عدة منازل في اللبان قرب نابلس بالضفة الغربية.

### 10 يوليو
- أصيب اثنان من ضباط شرطة الحدود الإسرائيلية بجروح طفيفة خلال اشتباكات مع مجموعة من مستوطني "شباب التلال" خارج مستوطنة يتسهار في شمال الضفة الغربية.[72]

### 18 يوليو
- أصيب فلسطينيان كانا يركبان دراجة هوائية عندما رشقهما مستوطنون بالحجارة بالقرب من مستوطنة شيلو في الضفة الغربية.[73]

### 24 يوليو
إصابة أربعة فلسطينيين على الأقل برصاص جنود إسرائيليين خلال الاحتجاجات الأسبوعية في كفر قدوم بالقرب من قلقيلية شمال الضفة الغربية. وطالب المتظاهرون السلطات الإسرائيلية بإعادة فتح الطريق الرئيسي في القرية والذي أغلق في عام 2002. وأصيب فلسطينيان اثنان بالرصاص وسقط اثنان آخران أثناء مطاردة الجنود لهم.

### 25 يوليو
- دخل مستوطنون يهود إلى أراضي زراعية قرب قرية حوارة جنوب نابلس بالضفة الغربية، وأضرموا النار في أشجار الزيتون واللوز المملوكة لفلسطينيين، بحسب مصادر محلية.[76]

### 27 يوليو
- تم إحراق وتخريب مسجد في البيرة في الضفة الغربية في هجوم تدفيع الثمن نفذه مستوطنون إسرائيليون. وتم كتابة شعارات معادية للفلسطينيين على جدران المسجد.[77]

### 31 يوليو
إصابة سبعة شبان فلسطينيين بالرصاص المطاطي خلال اشتباكات مع جنود إسرائيليين في احتجاجات كفر قدوم الأسبوعية. وأصيب العشرات باستنشاق الغاز المسيل للدموع. وطالب المتظاهرون السلطات الإسرائيلية بإعادة فتح الطريق الرئيسي المؤدي إلى نابلس

## أغسطس

### 3 أغسطس
طائرات حربية إسرائيلية تقصف عدة أهداف في جنوب ووسط قطاع غزة تابعة لحركة حماس، ردا على إطلاق صاروخ من القطاع، بحسب الجيش الإسرائيلي. ولم يبلغ عن وقوع أي إصابات.

### 4 أغسطس
أضرم مستوطنون إسرائيليون النار في مركبتين فلسطينيتين وكتبوا عبارة "تدفيع الثمن" على جدران بلدة فرعاتا بمحافظة قلقيلية شمال الضفة الغربية. وذكرت مصادر محلية أن المستوطنين جاءوا من مستوطنة حفات جلعاد القريبة.

### 6 أغسطس
قصفت طائرات الاحتلال الإسرائيلي عدة أهداف شمال قطاع غزة. ووفقا لوسائل الإعلام الإسرائيلية، يعتقد أن الغارات الجوية جاءت ردا على عدد من البالونات الحارقة التي أطلقت من القطاع في وقت سابق من اليوم.

### 7 أغسطس
مقتل داليا أحمد سليمان سمودي، 23 عاما، ليلاً بنيران إسرائيلية خلال مواجهات بين جنود إسرائيليين وشبان فلسطينيين قرب جنين. وكانت داليا في منزلها عند إصابتها. ونقلت إلى المستشفى حيث توفيت في العناية المركزة. وأفاد مدير جمعية الهلال الأحمر الفلسطيني محمود السعدي أن سيارة الإسعاف التي كانت تحاول الوصول إلى منزلها تعرضت لإطلاق النار من الجنود. ووفقا لعائلتها، فقد حاولت إغلاق نافذة منزلها بسبب الغاز المسيل للدموع في الخارج.
وبحسب الجيش الإسرائيلي، اندلعت أعمال شغب في المنطقة التي كانت تعمل فيها القوات، وردت باستخدام "وسائل تفريق الشغب". وأضافت أن مثيري الشغب الفلسطينيين ألقوا الحجارة والعبوات الناسفة وأطلقوا الرصاص الحي على القوات. وعارض السكان المحليون ذلك وقالوا إن الشاب لم يقم سوى برشق الجنود بالحجارة.
وخلال المواجهات الأسبوعية بين المتظاهرين الفلسطينيين والجنود الإسرائيليين في كفر قدوم بالقرب من قلقيلية، أصيب فلسطيني بعيار مطاطي في ساقه، وأصيب عدد آخر باستنشاق الغاز المسيل للدموع.
أصيب فلسطيني بقنبلة غاز في وجهه أطلقها جندي إسرائيلي خلال مسيرة في ترمسعيا بمحافظة رام الله. وأصيب آخرون باستنشاق الغاز المسيل للدموع.

### 9 أغسطس
أطلق جيش الاحتلال الإسرائيلي عدة قذائف مدفعية باتجاه الأراضي الزراعية شرق دير البلح وسط قطاع غزة. وذكرت مصادر محلية أن القذائف أطلقت من الدبابات في قاعدة كيسوفيم العسكرية. ووفقاً لمصادر إسرائيلية، إطلاق النار على العمال بالقرب من الجدار العازل بين إسرائيل وغزة. ولم يتم الإبلاغ عن وقوع إصابات.
وفي ساعات المساء، قصفت الطائرات الحربية الإسرائيلية أهدافاً في شمال غزة، من بينها موقع مراقبة تابع لحماس بالقرب من بيت حانون. ووفقا لمصادر الجيش الإسرائيلي، أطلق بالون حارق واحد أو أكثر من غزة في وقت سابق من اليوم وكانت الغارات الجوية ردا على ذلك.
أصيب شاب فلسطيني كان يقود سيارته على طريق نابلس - قلقيلية بجروح متوسطة، بعد أن رشق مستوطنون الحجارة على سيارات فلسطينية كانت تسير بالقرب من بورين شمال الضفة الغربية. ويعتقد غسان دغلس مسؤول مراقبة النشاط الاستيطاني أن المستوطنين جاءوا من مستوطنة يتسهار القريبة.

### 12 أغسطس
اشتبك شبان مستوطنون إسرائيليون ملثمون مع شرطة حرس الحدود الإسرائيلية أثناء قيامهم بتفكيك ثلاثة هياكل خشبية بالقرب من مستوطنة يتسهار بمحافظة نابلس شمال الضفة الغربية. وبحسب مصادر إسرائيلية، ثقب المستوطنون عدة إطارات مركبات، ورشقوا الحجارة واستخدموا رذاذ الفلفل ضد عناصر الشرطة.
وفي ليلة 13 أغسطس/آب، هاجمت طائرات الهليكوبتر الحربية والدبابات الإسرائيلية ثلاثة مواقع على الأقل في غزة. وبحسب مصادر فلسطينية، قصفت إسرائيل موقعين للمراقبة تابعين لحركة حماس وسط غزة، وأراض زراعية شرق رفح جنوب القطاع. وقالت إسرائيل إن الغارات الجوية جاءت ردا على عدد من البالونات التي تحمل مواد حارقة تم إطلاقها من غزة وتسببت في حرائق في جنوب إسرائيل في الأيام السابقة.

### 13 أغسطس
وأفاد مسؤول السلطة الفلسطينية الذي يراقب النشاط الاستيطاني في المنطقة، غسان دغلس، أن مستوطنين إسرائيليين أضرموا النار في الأراضي الزراعية في عصيرة القبلية جنوب نابلس شمال الضفة الغربية. وأضاف أن نحو 20 مستوطنا تسللوا إلى القرية وقاموا بكتابة شعارات على الجدران وأضرموا النار في جرافة.
وهاجمت الطائرات الحربية والمروحيات والدبابات الإسرائيلية قطاع غزة. وفقًا للجيش الإسرائيلي، تم قصف مجمع عسكري وبنية تحتية تحت الأرض ومراكز مراقبة تابعة لحماس. وأضافت أن "القوة البحرية" التابعة لحماس أصيبت أيضا. وجاءت الغارات ردا على البالونات الحارقة التي تم إطلاقها من القطاع في الأسبوع الماضي والتي تتهم إسرائيل حماس بالمسؤولية عنها. وقالت إسرائيل أيضًا إنها ستوقف شحنات الوقود إلى غزة. وتسببت الغارات الجوية بأضرار في البنية التحتية ومنازل المواطنين دون وقوع إصابات.

### 14 أغسطس
أطلقت قوات الاحتلال الإسرائيلي، النار باتجاه صيادين فلسطينيين كانوا يبحرون قبالة شاطئ بيت لاهيا شمال قطاع غزة. وأصيب أحد الصيادين بالرصاص المطاطي.

### 15 أغسطس
لليلة الرابعة على التوالي، قصفت إسرائيل أهدافا لحماس في غزة ردا على إطلاق بالونات حارقة من القطاع. وشاركت في الهجوم طائرات هليكوبتر قتالية ودبابات تطلق النار من إسرائيل. وأفادت مصادر فلسطينية، أن طفلين يبلغان من العمر ثلاثة أعوام وأحد عشر عاماً، وامرأة، أصيبوا بجروح في هجوم على منطقة شرق مخيم البريج للاجئين. وأصيبت امرأة أخرى في قصف على موقع في بيت حانون شمال غزة.
طعن مواطن فلسطيني متسلل من مدينة جنين، شابا (30 عاما) في مدينة روش هعاين في إسرائيل، وأصابه بجروح خطيرة، ولاذ بالفرار من المكان. في 20 أغسطس، ألقت قوة اليمام الإسرائيلية القبض على المهاجم. 
أصيبت سهير عبيت (35 عاما) برصاصة في قدمها برصاص القوات الإسرائيلية أثناء محاولتها عبور الجدار الإسرائيلي في الضفة الغربية للعثور على عمل في إسرائيل غرب فرعون في شمال شرق الضفة الغربية. وتم نقله إلى المستشفى ووصفت حالته بالمستقرة.
وقصفت المدفعية الإسرائيلية، قصفت بلدة بيت حانون شمال غزة، وموقعا شرق خانيونس جنوب القطاع. وتم الإبلاغ عن أضرار في الممتلكات ولكن لم تقع إصابات.
وفي الصباح الباكر، أضرمت النيران في 13 مركبة فلسطينية في بيت صفافا جنوب القدس في هجوم يشتبه بأنه هجوم تدفيع الثمن.
في الصباح، أصيب رجل فلسطيني أصم وأبكم يقال إنه يبلغ من العمر 60 عامًا برصاص قوات الأمن الإسرائيلية في ساقه عند حاجز قلنديا بين القدس ورام الله. وبحسب الشرطة الإسرائيلية، كان الرجل يسير في منطقة مخصصة للسيارات فقط ولم يتوقف عن المشي عندما أمره بذلك. لقد اشتبهوا في أنه كان يحمل سكينا، وهو لم يكن كذلك. وهاجمت عضو الكنيست هبة يزبك من القائمة المشتركة الحراس الذين أطلقوا النار قائلة: "إنهم يطلقون النار أولا ثم يطرحون الأسئلة لاحقا".
وفي المساء، أطلقت شرطة حرس الحدود الإسرائيلية النار على رجل فلسطيني وقتلته في باب حطة بالقرب من الحرم الشريف في القدس. وبحسب الشرطة، فإن الرجل طعن أحد رجالها وأصابه بجروح طفيفة. أما الفلسطيني فهو عطا الله هلسة، 20 عاما، من بلدة السواحرة الشرقية جنوب شرق القدس. وفي وقت لاحق من ساعات المساء، اعتقلت قوات الاحتلال والدته واثنين من إخوته.

### 18 أغسطس
في ساعات الصباح، هدمت قوات الاحتلال الإسرائيلي بناية سكنية متعددة الطوابق قيد الإنشاء في حي جبل المكبر بمدينة القدس. وأثارت عملية الهدم مواجهات بين الشبان الفلسطينيين وجنود الاحتلال الذين رافقوا الجرافات. وخلال الاشتباكات، أصيب شاب فلسطيني في العشرينات من عمره، يُدعى محمد معمر جعابيص، برصاصة في صدره وتم نقله إلى المستشفى.

### 19 أغسطس
أصيب ثلاثة فلسطينيين بالرصاص الحي الذي أطلقته قوات الاحتلال الإسرائيلي خلال مواجهات في دير أبو مشعل غرب رام الله. وتوفي أحدهم ويدعى محمد مطر، 16 عاماً، متأثراً بجراحه.
ووفقا لتقرير نشرته صحيفة هآرتس، قام جنود إسرائيليون من لواء ناحال بزرع ثلاث عبوات ناسفة أو أكثر خارج كفر قدوم في وسط الضفة الغربية قبل منتصف الليل بقليل. وفي اليوم التالي، عثر صبي يبلغ من العمر سبع سنوات على إحدى المتفجرات، وعثر أفراد عائلته على أخرى ورشقوها بالحجارة لتحييدها. وانتشرت صور العبوة الناسفة على مواقع التواصل الاجتماعي، فيما حضر جنود الاحتلال وقاموا بتفكيك العبوة الثالثة. وبحسب مصادر عسكرية، فإن المتفجرات كانت مخصصة للردع، لكن "بعد أن تبين أن ذلك قد يؤدي إلى وقوع إصابات، عملت القوات على إخراجها من المنطقة". وقالت منظمة حقوق الإنسان الإسرائيلية "بتسيلم" في بيان لها: "هكذا تعمل العصابات المسلحة، وليس الجيش النظامي"

### 20 أغسطس
وتم إطلاق ثلاثة صواريخ من غزة خلال النهار. لكنهم فشلوا في الوصول إلى الحدود وهبطوا داخل الجيب. وردت إسرائيل بشن عدة غارات جوية على غزة. أضرار طفيفة دون وقوع إصابات في خان يونس جنوب قطاع غزة.

### 21 أغسطس
قصفت طائرات الاحتلال الإسرائيلي، فجراً، عدة مواقع في قطاع غزة. ولحقت دمار شديد بموقع واحد غرب مدينة غزة، بالإضافة إلى المنازل المجاورة. وأطلقت الدبابات المتمركزة على الجانب الإسرائيلي من الحدود قذائفها باتجاه الأراضي الزراعية شرق المدينة. وأصيب مزارع بجروح متوسطة شرق خانيونس. وبحسب مصادر فلسطينية، ردت الميليشيات الفلسطينية بإطلاق صواريخ باتجاه إسرائيل، اعترض نظام القبة الحديدية للدفاع الصاروخي ثلاثة منها.

### 24 أغسطس
قصفت الطائرات الحربية والمدفعية الإسرائيلية، فجراً، عدة مواقع في قطاع غزة. ومنها موقع شمال شرق خانيونس وموقع شرق رفح. ولم يتم الإبلاغ عن وقوع إصابات.
وفي وقت متأخر من الليل، أدى انفجار غير مبرر شرق مدينة غزة إلى مقتل أربعة فلسطينيين؛ اثنان مباشرة واثنان في اليومين التاليين من إصاباتهم. وتم التعرف على الفلسطينيين الأربعة على أنهم أعضاء في سرايا القدس واعتبر الانفجار "حادثا".

### 26 أغسطس
وأفادت مصادر محلية أن مأمون قلالوة، 27 عاما، من قرية الجديدة جنوب غرب جنين، أصيب برصاصة في ساقه برصاص جندي إسرائيلي قرب حاجز إسرائيلي.
فجر اليوم، قصفت طائرات الاحتلال الإسرائيلي موقعاً شرق مدينة خان يونس، ما أدى إلى إلحاق أضرار في المنازل دون وقوع إصابات.
خليل عبد الخالق دويكات (46 عاما) من شمال الضفة الغربية طعن الحاخام الأرثوذكسي شاي أوهايون (39 عاما) حتى الموت في مفرق سيغولا في بيتح تكفا، إسرائيل. وتم القبض عليه في مكان الحادث من قبل الشرطة بعد فترة وجيزة. كان لدى دويكات تصريح عمل قانوني في إسرائيل وليس له تاريخ سابق في العنف السياسي.

### 28 أغسطس
قصفت الطائرات الحربية والمدفعية الإسرائيلية عدة أهداف في غزة، مما أدى إلى وقوع أضرار في الممتلكات دون وقوع إصابات.
وأفاد غسان دغلس، مسؤول السلطة الفلسطينية الذي يراقب النشاط الاستيطاني في المنطقة، أن مستوطنين متطرفين أحرقوا ليلاً مركبة وكتبوا شعارات عنصرية في عصيرة القبلية بمحافظة نابلس شمال الضفة الغربية.

## سبتمبر

### 2 سبتمبر
- ألقى مستوطنون يهود الحجارة على سيارة تقل أربعة فلسطينيين قرب ترمسعيا، شمال شرقي مدينة رام الله. ما أدى إصابة الركاب الأربعة، بينهم امرأة حامل.[120]

### 5 سبتمبر
- أصيب شقيقان فلسطينيان برصاص جنود إسرائيليين خلال مداهمة في جنين شمال الضفة الغربية، ثم اعتقلتهما.[121]

### 16 سبتمبر
- وفقًا للجيش الإسرائيلي، أطلق مقاتلون من غزة 13 صاروخًا على إسرائيل، اعترضت القبة الحديدية ثمانية منها، وقصفت الطائرات الحربية والمروحيات الإسرائيلية حوالي عشرة مواقع في غزة. وقالت مصادر إسرائيلية إن الهجمات أسفرت عن إصابة رجلا يبلغ من العمر 62 عاما أصيب بجروح متوسطة، وشاب يبلغ من العمر 28 عاما بجروح طفيفة.[122]
- توفي طبيب الأسنان الفلسطيني نضال محمد جبارين، 54 عاما، جراء إصابته بأزمة قلبية بعد أن ألقى جنود الاحتلال قنبلة صوتية قرب حاجز برطعة جنوب غرب جنين شمال الضفة الغربية.[123][124]
- قطعت مجموعة من مستوطني مستوطنة ريحاليم، عشرات أشجار الزيتون في بلدة الساوية بمحافظة نابلس شمال الضفة الغربية، بحسب مصادر محلية.[125]

### 25 سبتمبر
- قُتل صيادان من غزة، الأخوين حسن ومحمود الزعزوع،[126] برصاص البحرية المصرية قبالة سواحل مدينة رفح.[127] وأصيب الأخ الثالث ياسر وتلقى العلاج في مصر.[126]

## نوفمبر

### 6 نوفمبر
- تهجير 73 فلسطينيًا، من بينهم 41 طفلًا، بعد هدم قرية خربة حمصة الفوقا البدوية في أكبر عملية هدم منذ سنوات. واتهم رئيس الوزراء الفلسطيني محمد اشتية إسرائيل بتوقيت عملية الهدم في يوم الانتخابات في الولايات المتحدة، عندما يكون العالم منشغلا.[128]

## ديسمبر

### 20 ديسمبر
- مقتل الإسرائيلية الفرنسية إستر هورغن (52 عاما)، بالقرب من منزلها في مستوطنة تل مناشيه، شمال الضفة الغربية.[129] وبعد ثلاثة أيام من البحث عثر على الجاني وهو فلسطيني من جنين.[130]